# Where the Oceans End
Albums de Cocoon
My Friends All Died in a Plane Crash
(2007)
Where The Oceans End est le second album du groupe français Cocoon. Il est sorti le 25 octobre 2010 après deux EP, I Hate Birds et From Panda Mountains, ainsi qu'un album, My Friends All Died in a Plane Crash.

## Genèse
Après une tournée, baptisée Baby Panda Tour, notamment aux États-Unis (Chicago, New York, Los Angeles, Washington, etc.), en Australie et en Allemagne, le groupe commence les sessions du second album vers décembre 2009 et entre en studio le 25 avril 2010, pour une sortie de l'album en automne 2010. Certains morceaux, joués en live et présents sur le DVD live Back to Panda Mountains lors du Panda Tour, y sont présents (Baby Seal, Sea Lion, Comets, Sushi, Cathedral, The Best I Can).
Le 12 juillet 2010, Mark annonce que le second album a été enregistré, qu'il s'appellera Where The Oceans End (« Où les océans s’arrêtent ») et qu'il sortira en octobre 2010.
Enregistré principalement dans trois studios, en Bretagne, à Paris, et à Londres, cet album raconte l’histoire d’un garçon qui rencontre une baleine millénaire prénommée Yum Yum (ce qui veut dire Miam Miam), qui avalerait les cauchemars et les problèmes des gens pour recracher du bonheur. Elle l'emmènera sur son dos, pour faire un voyage à travers les océans du monde entier... À la fin de ce voyage le garçon deviendra adulte et aura fait plusieurs choix.
Le premier single est la chanson Comets. Le clip a été tourné à Belle-Île-en-Mer en juillet 2010.

## Liste des titres
L'album contient les quinze titres suivants.
1. Sushi  -  3:21
2. Comets  -  2:55
3. Dee Doo  -  2:53
4. Yum Yum  -  2:42
5. Mother  -  3:10
6. Oh My God  -  3:33
7. Super Powers  -  2:40
8. Cathedral  -  2:35
9. Sea Lion II (I Will Be Gone)  -  2:23
10. Dolphins  -  3:26
11. Baby Seal  -  3:36
12. In My Boat  -  3:05
13. Sea Lion I (uniquement sur iTunes)
14. The Best I Can (uniquement dans l'édition spéciale Fnac)
15. Baby Tiger (uniquement dans l'édition spéciale Fnac)

## Réception critique
L'album sort le 25 octobre 2010 et est très bien reçu par la critique,,,,,,. Un mois après sa sortie, il est certifié disque d'or en France ; en mai 2011, il est certifié disque de platine. L'album se vend à 230 000 exemplaires.[réf. souhaitée]